# Jean-Claude Rolland
Pour les articles homonymes, voir Rolland.
Jean-Claude Rolland, né le 31 août 1931 à Perpignan (Pyrénées-Orientales) et mort le 10 avril 1967 à Paris 14e, est un acteur français.
Il s'est pendu en 1967 dans la cellule de la prison où il était incarcéré pour un délit mineur.

## Biographie

### Jeunesse
Il grandit à Montferrer puis à Perpignan (Pyrénées-Orientales). Ses parents étaient instituteurs. Lorsque Jean-Claude est lycéen, il s'en va à l'université de Montpellier où il obtient son DES en espagnol. Il s'intéresse au cinéma et monte à la capitale.

### Les débuts de sa carrière d'acteur
Les débuts sont difficiles. Il fait du théâtre et s'exerce au métier chez Tania Balachova. À la fin de l'année 1962, Jean-Claude Rolland quitte Paris pendant un an et retourne dans son pays catalan. Il devient conducteur de travaux et il souhaite remonter à Paris après avoir gagné un peu d'argent. Il retrouve la troupe de théâtre de ses débuts et cherche à se perfectionner.
Son talent attire l'attention de réalisateurs connus, dont Luis Buñuel, qui évoque des projets futurs peu avant le suicide de Jean-Claude Rolland. En début d'année 1965, il devient Mick sur le tournage du film de Robert Enrico Les Grandes Gueules dans les Vosges. À l'automne 1966, il s'en va dans le Jura pour tourner L'Espagnol, téléfilm en deux parties de Jean Prat d'après Bernard Clavel.
 
Avec ces deux films, Les Grandes Gueules et L'Espagnol, l'avenir professionnel de Jean-Claude est prometteur.

### Fin de vie
En début d'année 1967, il est écroué en attente de jugement, pour avoir tenté d'incendier la voiture et l'appartement de son épouse, la comédienne Nany Rameau, avec laquelle il est en instance de divorce. Le 10 avril, il se pend dans sa cellule  de la prison de la Santé, la veille de la diffusion du film L'Espagnol à la télévision. Il est inhumé au cimetière Saint-Jacques à Perpignan.

## Filmographie
- 1959 : Le Retour de Daniel Goldenberg
- 1961 : Les Cinq Dernières Minutes, épisode Épreuves à l'appui de Claude Loursais : Karl
- 1962 : Les Cinq Dernières Minutes, épisode L’Épingle du jeu de Claude Loursais
- 1962 : Les Cinq Dernières Minutes, épisode Le Tzigane et la Dactylo de Pierre Nivollet
- 1964 : Woyzeck de Marcel Bluwal (téléfilm)
- 1964 : 325.000 francs (téléfilm) de Jean Prat : Bernard Busard
- 1965 : Les Grandes Gueules de Robert Enrico : Mick
- 1965 : La Jeune Morte de Claude Faraldo et Roger Pigaut : Claudio
- 1966 : Objectif 500 millions de Pierre Schoendoerffer : Pierre
- 1966 : La Seconde Vérité de Christian-Jaque
- 1967 : L'Espagnol de Jean Prat (téléfilm) : Pablo

## Hommages
« Bernard Clavel se souvient d'un être parfait dans le personnage qu'il avait inventé pour son roman. Lorsqu'il songe encore, trois décennies plus tard, à cet Espagnol taciturne, il voit en Jean-Claude le personnage idéal de Pablo. »

« C'eût été, s'il avait vécu, un acteur exceptionnel. »

— Lino Ventura.

« Ce solitaire, ce mystérieux voyageur, ce tendre anarchiste, manquera aux créateurs. »

— José Giovanni.
Brigitte Fontaine lui a dédié sa chanson Dommage que tu sois mort en 1968.
Une salle de cinéma dans le Palais des Congrès de Perpignan porte son nom.